# Урет
45°18′55″ пн. ш. 32°39′09″ сх. д. / 45.31528° пн. ш. 32.65250° сх. д.
Урет (також Ойра́т, крим. Oyrat) — крайня південна точка Тарханкутського півострова, розташована на заході Криму, в межах Євпаторійського району. Мис вдається в Чорне море та розташований поблизу нині зниклого села Морське (до 1948 — Ойрат).

## Географія
Мис Урет характеризується обривистою береговою лінією абразивного типу, висота берегів становить 5–10 метрів. У районі мису є невеликі пляжі, гроти та підводні скелі.
- Берегова лінія мису — скеляста, з ділянками, що підходять для дослідження прибережних печер.
- Навколо мису простягаються поля з однорічною трав'янистою рослинністю, які не мають твердого дорожнього покриття.

## Історія
На мисі розташовані залишки античної садиби Ойрат, що датується періодом IV століття до н. е. — II століття н. е.
- У цьому районі існувало давньогрецьке поселення, яке згодом було перекрите пізньоскіфським селищем.
- У радянський період на мисі діяв девіаційний полігон ВМФ СРСР.

## Природа
Мис має багатий природний ландшафт:
- Трав'янисті поля оточують скелясті береги.
- У прибережній зоні є численні підводні скелі та гроти, які приваблюють любителів підводного плавання.

## Популярність
Мис Урет є одним із популярних місць для дайвінгу на Тарханкутському півострові завдяки своїм природним гротам і прозорим водам.